# Il fosso
Il fosso è una raccolta di quattro racconti, opera d'esordio di Laudomia Bonanni, pubblicata dalla casa editrice Mondadori nel 1949. 
I racconti presenti nell'opera sono: Il fosso, Il mostro, Messa funebre e Seme.

## Critica
Il fosso fu un successo travolgente di pubblico e di critica e colpì numerosi scrittori di grande rilievo, quali Alberto Moravia, Gianna Manzini, Elsa Morante, Anna Banti, Emilio Cecchi, Eugenio Montale e Maria Bellonci. La stessa Bellonci giustificò la sua grande approvazione per Il fosso "per la forza sapientemente aggressiva e per un potente realismo fantastico".
L'opera vinse nel 1948 il premio degli "Amici della Domenica" per un'opera inedita, istituito da alcuni letterati appartenenti al salotto culturale di Maria Bellonci. Dopo la pubblicazione, l'opera vinse il Premio Bagutta Opera Prima nel 1950.

## Edizioni
- Laudomia Bonanni, Il fosso: racconti, A. Mondadori, Milano 1949
- Laudomia Bonanni, Il fosso, a cura di Carlo De Matteis, Textus, L'Aquila 2004